# Aíolos
Na mitologia grega, Aíolos ou Éolo (/ˈiːələs/; em grego clássico: Αἴολος Pronúncia grega: [ǎi̯.o.los], em grego moderno:  [ˈe.o.los] (escutarⓘ)) é um nome compartilhado por três personagens míticos. Muitas vezes, é difícil distinguir esses três personagens, e até mesmo os antigos mitógrafos aparentemente ficaram perplexos em relação à identidade de cada um deles. Diodoro Sículo tentou definir cada um desses três (embora esteja claro que ele também se confundiu), e sua opinião é seguida aqui.
- O primeiro Aíolos era filho de Heleno e o fundador epônimo da raça Eólia.[3]

- O segundo Aíolos era filho de Poseidon, que liderou uma colônia de ilhas no Mar Tirreno.

- O terceiro Aíolos era filho de Hipotes, mencionado em Odisseia e em Eneida como o governante dos ventos.[4]

Todos os três homens chamados Aíolos parecem estar ligados genealogicamente, embora a relação precisa, especialmente em relação ao segundo e ao terceiro Aíolos, seja muitas vezes ambígua, pois suas identidades parecem ter sido fundidas por muitos escritores antigos.
Aíolos também era o nome dos seguintes personagens menores:
- Aíolos, um defensor de Tebas na guerra dos Sete contra Tebas. Ele foi morto por Partenopeu.[5]

- Aíolos, um companheiro troiano de Enéias na Itália, onde foi morto por Turno, rei dos rútulos. Aíolos era o pai de Clítio e Miseno.[6]